# Żabieniec (Bielanki)
Żabieniec – część wsi Bielanki w Polsce, położona w województwie łódzkim, w powiecie brzezińskim, w gminie Brzeziny.
W latach 1975–1998 Żabieniec należał administracyjnie do województwa skierniewickiego.